# Rue Grange
La rue Grange est une voie du centre historique de Montfermeil en Seine-Saint-Denis.

## Situation et accès

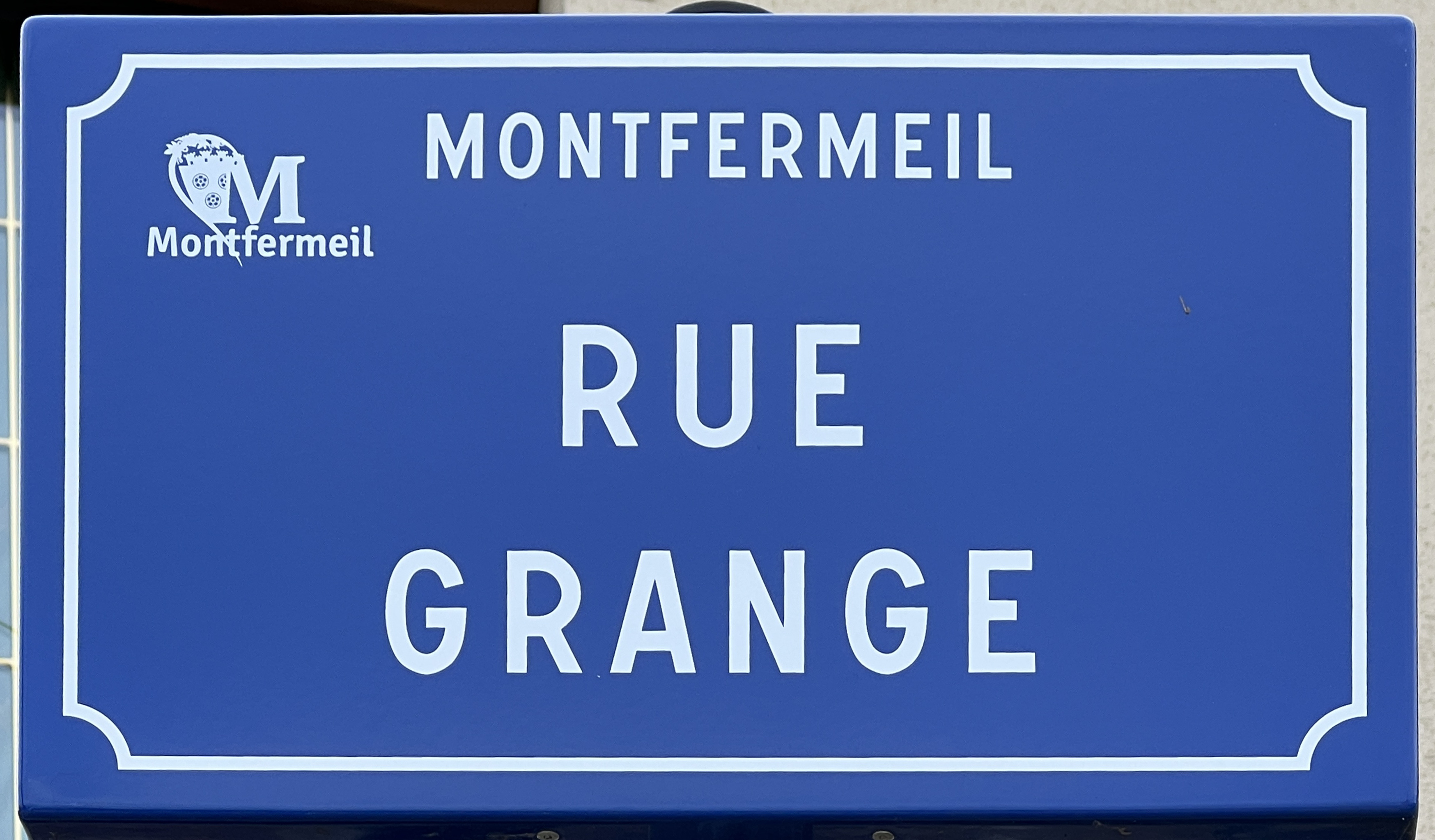
Plaque émaillée rue Grange.

Cette rue est desservie par la ligne 4 du tramway d'Île-de-France, mise en service en 2019.

## Historique

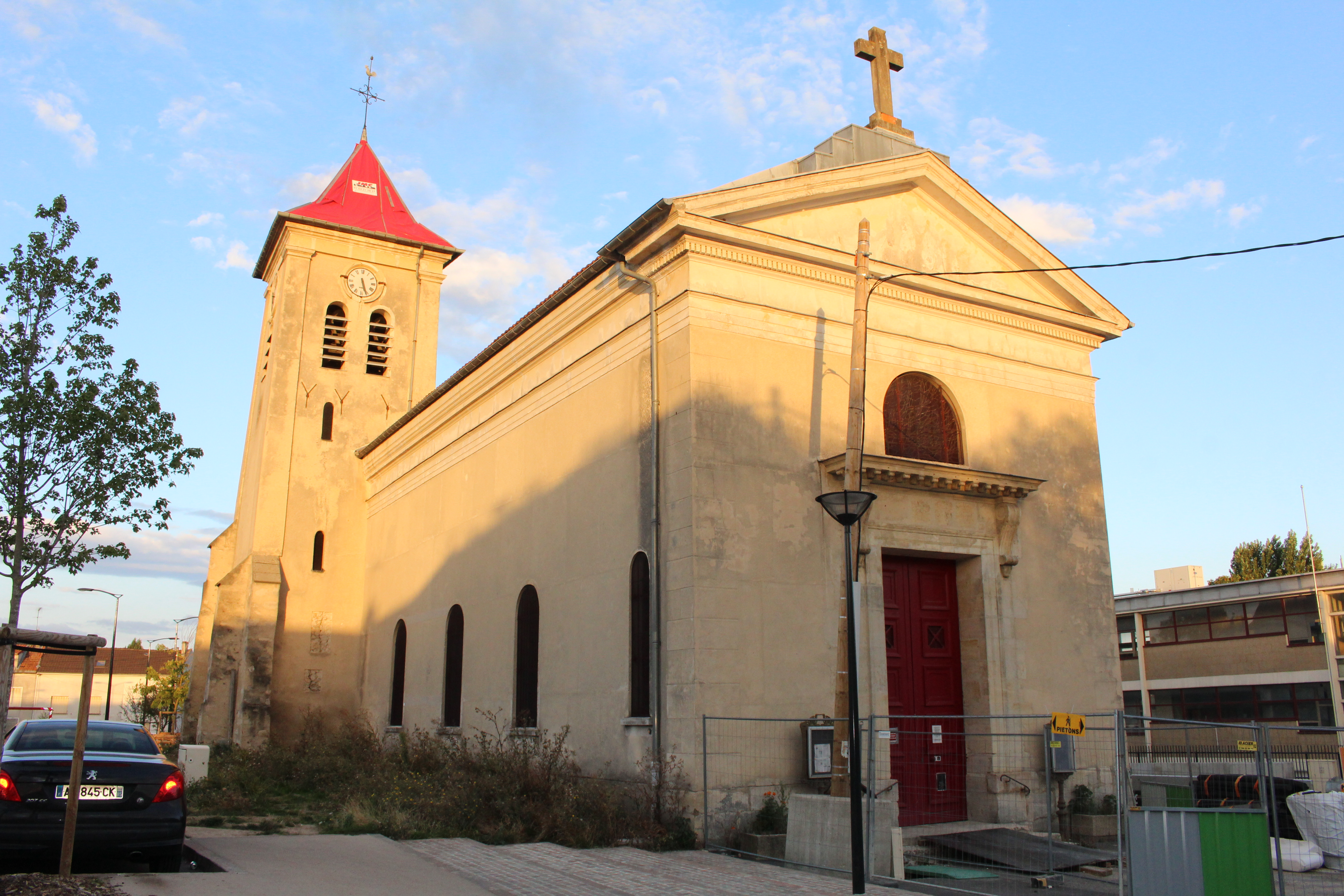
L'église, vue de la rue Grange.

La rue Grange s'appelait autrefois rue du Four. Une telle présence, probablement un four à pain collectif, est plusieurs fois évoquée dans l'histoire de la ville. Ainsi, il est fait mention d'un four banal en 1343. Par la suite, Agnès de Montfermeil en 1351, Jehan du Mez en 1394 et Jehan Longis en 1399, seigneurs locaux, affirment possèder une part des profits qu'il dégage.

## Bâtiments remarquables et lieux de mémoire

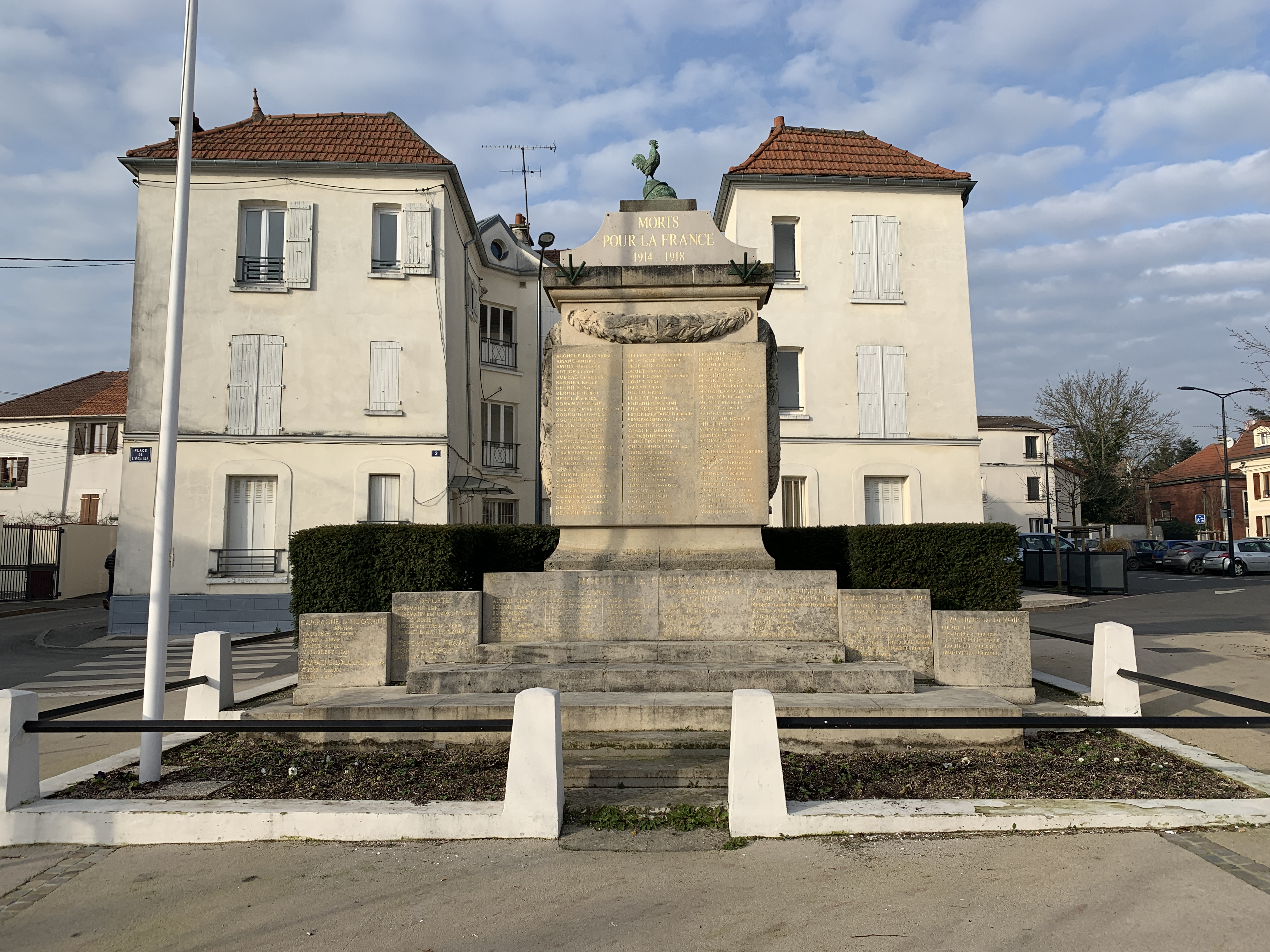
Monument aux morts de Montfermeil, janvier 2020.

- Église Saint-Pierre-Saint-Paul de Montfermeil, attestée au XIIIe siècle[4].
- Monuments aux morts, place de l'Église (esplanade du 11-Novembre-1918)[5],  inauguré le dimanche 14 décembre 1924[6].
- Au no 10, maison paroissiale Saint-Jean-Paul II[7].
- L'historien Henri Lemoine (1889-1968) y est né.
- Vestiges d'une maison du XVIIIe siècle[8].